# Ebba Ramsay

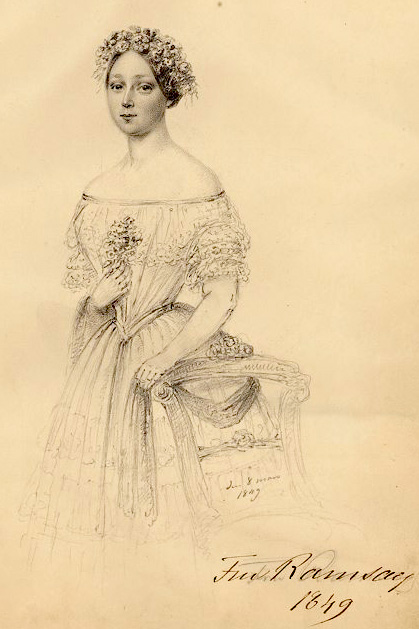
Ebba Ramsay av Maria Röhl

Ebba Gustafva Ramsay, född Karström 1 oktober 1828 i Stockholm, död 29 oktober 1922 i Jönköping, var en svensk författare, översättare, konstnär och filantrop.

## Biografi
Ebba Ramsay var enda dottern till tulldistriktschefen Wilhelm Svedin Karström (1798–1874) och Carolina Catharina Almqvist och gifte sig den 4 december 1856 med kaptenen vid Väg- och vattenbyggnadskåren Carl Magnus Ramsay (1823–1864).
Ramsay växte upp i en förmögen och religiös familj. Hon utbildades på Augusta Bjurströms pension och vid Adolf Fredrik Lindblads institut. Hon översatte religiös litteratur till svenska och ägnade sig tidigt åt religiöst motiverat välgörenhetsarbete. Hon var tillsammans med Betty Posse och Mathilda Foy bland Sveriges första söndagskolelärare och 1847 startade hon en söndagsskola för tjugo handikappade barn. De praktiska kunskaper hon fick där kompletterades med studier av förhållandena i andra länder.
På initiativ av Ebba Ramsay inrättades i Jönköping en skyddsskola (daghem) för barn till arbetande mödrar, som 1872 flyttade in på Kanalgatan 30 och som 1949 togs över av Jönköpings stad.
År 1869–1871 anordnade Ramsay barnkolonier för sjuka och handikappade barn i Göteborgs skärgård. Barnen vistades där under tre sommarmånader och man kunde konstatera att de utvecklades förvånansvärt väl. År 1872 inköpte fadern en liten gård utanför Jönköping som fick namnet Vilhelmsro efter honom och blev ett "Hem för vanföra Göteborgsbarn". Men stöd från Eliza Hornbuckle i Skottland lät Ramsay 1878 bygga en asyl på området som fick namnet Hoppet. Tillsammans med Prinsessan Eugenie bildade hon en förening för vård av sjuka barn i Stockholm, i vilken Eugénie blev ordförande. Sedan Eugeniahemmet uppförts, kom vissa av hennes barn dit och från 1889 togs endast barn med epilepsi emot på hemmet — då det enda i landet för epileptiker. Sedan en skola på området brunnit ned, lät hon 1882 uppföra en ny, även då med understöd från Eliza Hornbuckle.
Till en början vårdades där även förståndshandikappade, men på 1890-talet, då anstalten övertogs av en förening med stiftarens dotter, Helen Ramsay, som föreståndare, ändrades inriktningen så att man endast tog emot barn med epilepsi. Senare utvidgades anstalten med särskilda arbetshem för vuxna epileptiker av båda könen. Det kvinnliga arbetshemmet öppnades 1914 i en villa i Bankeryd som tillhörde Ramsay och som låg omkring tio kilometer från Wilhelmsro. För män uppfördes 1916 en nybyggnad på Wilhelmsro. Ännu i sena ålderdomen var Ramsay verksam för vidareutveckling av epileptikervården i Sverige.
Ramsay fick i sin ungdom undervisning i  målning av Johan Ringdahl i Stockholm och Geskel Saloman i Göteborg. Vid sidan av sin verksamhet med epileptiska barn målade hon på lediga stunder miniatyrer och porträtt. Ramsay är representerad vid Göteborgs historiska museum med en kolorerad blyertsteckning föreställande Isobel Dickson och hennes fyra äldsta barn.

### Skönlitteratur
- Sanning och dikt : pennritningar från Skärgården. Stockholm: Bonnier. 1854. Libris 8227200
- Synda icke med din tunga / af E. R—y. Jönköping. 1862
- Varen saktmodiga och Den förlorade riksdalern / af R-y. Göteborg. 1865
- Längtan efter Gud med flera sånger och dikter / af E. R—y. Örebro. 1905. Libris 8235090

### Varia
- Fågelboet eller barnens verksamhet vid barnhemmen. Läsning för söndagsskolor ; 6. Stockholm: Normans förlagsexp. 1870. Libris 8221957
- Om symötesföreningar i Göteborg / af E. R—y. Göteborg. 1870-1871. Libris 8228784
- Aqvareller från en resa. 1, En vinter i Frankrike / af E. R—y. Stockholm: Flodin. 1873. Libris 2218406. https://runeberg.org/reaqvarell/
- Kort skildring af Ost-Afrikas folk : (missionsläsning). 1-5. Stockholm: Ev. fosterlandsstiftelsen. 1873-1874. Libris 8228783
- En kort teckning af Dwight L. Moody / af E. R—y. Minnets Blad ; 1. Göteborg: Ebba Ramsay. 1875. Libris 8221927
- Taflor öfver ungdomslifvet i en stor stad : Sv. orig. Söndagsläsning för de unga ; 7. Stockholm: S. Flodin. 1875. Libris 8221996
- Hwad skola barnen kosta? : skildring af erfarenheter i Wilhelms Minnes hem för sjuka och wanföra barn : tillegnad alla dem, hwilka arbeta blad de små / af E. R—y. Jönköping. 1877. Libris 10395811
- Step by step onward! : a narrative of cripple's home in Sweden / by a Swedish lady. London. 1877
- A few more steps onward! : last year's experiences of a cripples' home in Sweden / by a Swedish lady. London. 1878. Libris 8235079
- Ramsay, Ebba (1879). Steps in Sweden : experiences i a cripples' home, from may, 1878, to may, 1879. London. Libris 8235633
- Arbete vid vägkante / af Er...y. Jönköping. 1879
- Några ord om vårt lands kräfta --- dryckenskapen / af E. R—y. Jönköping. 1879. Libris 8235093
- Om bibel- och böneföreningarnas syftemål / af E R...y. Jönköping. 1879
- Om nykterhetsvärdshus / af E R...y. Om nykterhetssaken ; 1. Jönköping. 1879
- Bibel- och böneföreningens syftemål. Jönköping. 1880
- En sjuårsberättelse om ett sjukhem för barn / af E. R—y. Jönköping. 1880. Libris 8235101
- Förvissnade blommor / af E. R—y. Jönköping. 1882. Libris 8235085
- Bibel-hotellet i Amsterdam / af E. R—y. Jönköping. 1883
- Guided step by step : a revised edition of narratives "Step by step onward" "A few more steps" and "Steps in Sweden" / by Ebba de Ramsay. London: S.W Patridge. 1883. Libris 17590235
- Det evangeliska föreningshuset / af E. R—y. Jönköping. 1885
- Om barns hälsovård / af E. R—y. Jönköping. 1885. Libris 8235094
- Bibel- och böneföreningen / af E. R—y. Jönköping. 1885
- Ett hopp för de epoeleptiska barnen i Sverige. Jönköping. 1886
- Om ett epileptiskt hem / af E. R—y. Jönköping. 1886
- Jönköpings första småbarnsskola.. / af E. R—y. Jönköping. 1888 - Ur: Jönköpings-Posten 1888-05-03.
- Känner du till Bibel- och böneföreningen? / af E. R—y. Jönköping. 1890
- Om pastorn, theologie doktorn och johanniterriddaren Wilhelm von Bodelschwing i Bielefeld. Jönköping. 1890. Libris 8235096
- De epileptiska barnen / [undertecknat:] E. R—y. Jönköping. 1891. Libris 8235084
- Sveriges olycksbarn / af E. R—y. Jönköping. 1891. Libris 8235102
- Barnens kärlekstjenst i vingården / af E. R—y. Jönköping. 1892. Libris 8235082
- Hem för epileptiska barn : ett oeftergifligt behof i Sverige / af E. R—y. Jönköping. 1892. Libris 8235086
- En kort prememoria till den rättänkande allmänheten om en kronas bidrag, som hjelp till friplatser för medellösa epileptiska barn. Jönköping. 1892. Libris 8235088
- En liten uppsats herrar riksdags- och landstingsmän tillegnad. Jönköping. 1892
- Glöm ej blomstermissionen / af E. R—y. Christianstad. 1893
- "Den högste barnavännen" / af E. R—y. Jönköping. 1893. Libris 8235087
- Om "Tillflykten", hem för obildbara, epileptiska barn : öppnad 1894 på Wilhelmsro. Jönköping. 1895. Libris 8235098
- Om Wilhelmsrokolonien för barn / af E. R—y. Jönköping. 1894. Libris 8235099
- Om barnkolonier och barnfrälsningsföreningar / af E. R—y. Jönköping. 1897. Libris 8235632
- R.S.E.B. : [Förening med ändamål att öfverallt i landet verka för upprättandet af hem för abnorma obildbara barn.]. Jönköping. 1898. Libris 2981324
- R.S.E.B. : [Wilhelmsro]. Jönköping. 1900. Libris 8235100
- Henry Dunant : Röda korsets uppkomst och Genèvekonventionen : efter franska och tyska källor / af E. R. Upsala. 1901. Libris 21643660. http://urn.kb.se/resolve?urn=urn:nbn:se:kb:eod-8235631 - Ur: Läsning för hemmet 1901.
- Om R.S.E.B. hem. Helsingborg. 1901. Libris 8235097
- Vårt 25-års-jubileum 1877-1902 : till Bibel- och böneföreningens medlemmar... Jönköping. 1901. Libris 8235105
- "Tag och läs!" : Augustini lif. Jönköping. 1902. Libris 8235103
- Menniskors sorgebarn Guds skötebarn : föredrag vid 5:e Skandinaviska abnormskolemötet i Stockholm den 6-10 juli 1903 / af E. R—y. Jönköping. 1903. Libris 8235092
- Korta betraktelser / af E. R—y. Örebro: Dahlberg. 1905. Libris 8222395
- Om flydda tider : ur en gammal dagbok / af E. R—y. Jönköping. 1905. Libris 22064337. http://urn.kb.se/resolve?urn=urn:nbn:se:kb:eod-1513064
- Salighet : några Jesu ord, tolkade i bunden form. Örebro. 1905. Libris 8235108
- Hvarför jag söndagligen går i kyrkan / af E. R—y. Jönköping. 1908. Libris 8235078
- Arbete under lifvets aftontimmar. 1-6 / af E. R—y. Jönköping. 1911-1919
- Mathilda Hultman : ett femtioårigt minne. Jönköping. 1912. Libris 8235091
- Barnsjukhemmet och K.F.U.K. : minnen från 1870- och 80-talen. Jönköping: Hall. 1913. Libris 8222652
- Arbete under lifvets aftontimmar. Jönköping. 1911-1919. Libris 8235081
- En adventssöndag i Fristaden : [för epileptiska kvinnor]. Jönköping. 1915. Libris 8235080
- Epileptikervården i vårt land : om de vunna erfarenheterna. Jönköping. 1915. Libris 8235083
- Från mina barndomsdagar 1828-1845. Stockholm: Norstedt. 1919. Libris 8222899

### Redaktörskap
- Läsning för söndagsskolor. 1-9. Göteborg. 1861-1871
- Söndagsskole-bibliotek för barn- och klassföreståndare. 1-2 / af E. R—y. Göteborg. 1872-1873. Libris 8229066
- Göteborgs barntidning / red. af E. R—y. Göteborg. 1873-1874